# Chiesa della Madonna del Carmine (Onsernone)
La chiesa della Madonna del Carmine, noto anche come oratorio della Naveria, è un edificio religioso che si trova a Mosogno, frazione di Onsernone in Canton Ticino, in località Naveria (o Neveria) oltre l'Isorno.

## Storia
La chiesa fu ricostruita nel 1884 sulle rovine di un oratorio eretto nel 1778 e poi distrutto da un rogo.
L'edificio religioso si trova nel luogo detto della Naveria, dove - fino almeno alla costruzione dell'attuale strada cantonale della valle Onsernone - una piccola imbarcazione consentiva ai viandanti provenienti da o verso le Centovalli di passare da una sponda all'altra del torrente Isorno. 

## Descrizione
Ha pianta rettangolare. L'edificio, che ingloba un edificio più antico di quello settecentesco, ospita una statua della Madonna col Bambino risalente al 1884, anno nel quale fu consacrata.